# هندریک اشتلیک
هندریک اشتلیک (به انگلیسی: Henrik Stehlik) ژیمناست زادهٔ ۲۹ دسامبر ۱۹۸۰ میلادی اهل کشور آلمان است.